# Білі раджі

Герб королівства Саравак

Прапор королівства Саравак (близько 1870)

Білі раджі (Бруки) (англ. White Rajas) — династія королів Саравака, англійців за походженням, що правила з 1841 по 1941 рік та 1946 року.

## Королі й роки правління
- Сер Джеймс Брук (1841—1868)
- Чарлз Ентоні Джонсон Брук (1868—1917), небіж (син сестри) сера Джеймса Брука
- Сер Чарлз Вайнер Брук (1917–1941, 1946), син Чарлза Ентоні Джонсона Брука

## Історія

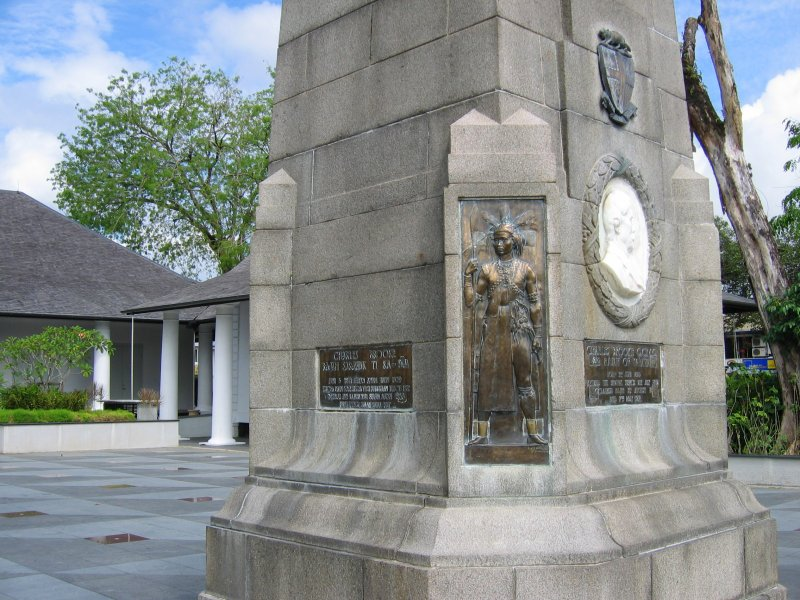
Меморіал Брука в Кучинзі

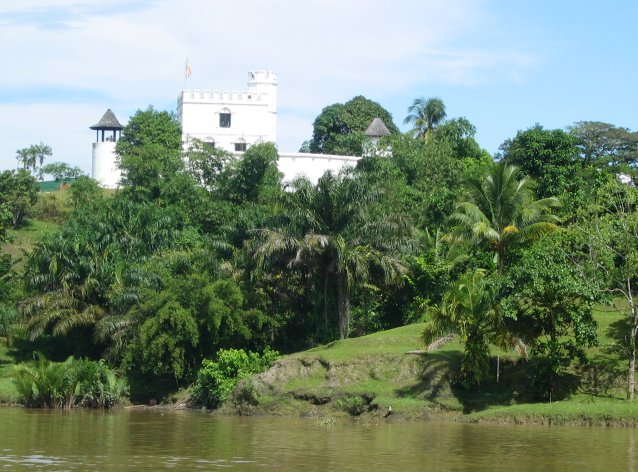
Форт Маргарита в Кучинзі

Аж до XIX століття всім островом Калімантан (Борнео) правив султан Брунею, проте в умовах бездоріжжя й непрохідності джунглів його правління було не дуже міцним, а подеколи взагалі номінальним. Зусебіч на острів приїжджали колоністи — китайці, малайці, філіппінці. Але основне населення острова складали даяки — численні войовничі місцеві племена, що жили (і живуть донині) натуральним життям та часто вступають у війни з сусідами. Плем'я Ібан (морські даяки або морські пірати — хоча живуть вони переважно глибоко в джунглях) — одне з найчисленніших даякських племен.
1839 року сер Джеймс Брук, який вийшов у відставку як колишній чиновник Британської Ост-Індської компанії, за збігом обставин вирушив на Борнео з дорученням від правителя Сінгапура. У нього був добре оснащений військовий корабель. Чоловік освічений та досвідчений, він швидко завоював довір'я султана, який став з ним радитися з приводу придушення заколоту, піднятого малайцями та даяками в Сараваку. Отримавши повноваження від Султана, Джеймс Брук висадився в Сараваку й після проведення невеликої військової операції та вмілої дипломатичної місії, за десять днів зміг припинити заколот. За домовленістю з султаном Джеймс Брук отримав у володіння невелику область на річці Саравак, де 1842 року він заснував місто Кучинг. Так почалася династія Білих Раджів.
Білі раджі, користуючись політикою «розділяй і володарюй», здобули високий авторитет у племенах.
Серед даяків був поширений звичай полювання за головами, що приводить до самовинищення, з якими намагалися боротися білі раджі.
З 1868 по 1917 рік країною правив другий раджа — Чарлз Ентоні Джонсон Брук, небіж Джеймса. Шляхом продуманих і суворих заходів він зміг припинити полювання за головами й скерувати Саравак на мирний розвиток.
Третій Раджа Чарлз Вайнер Брук правив аж до 1941 року, коли відбулася японська окупація Саравака.
Після капітуляції Японії 1945 року білий раджа передав владу британській короні наступного року під впливом оточення й дружини, отримавши за це значні кошти.